# Peachia aequoreae
Peachia aequoreae is een zeeanemonensoort uit de familie Haloclavidae.
Peachia aequoreae is voor het eerst wetenschappelijk beschreven door McMurrich in 1913.